# Ален Рене Лесаж
Ален Рене Лесаж, (фр. Alain-René Lesage); 8 травня 1668, Сарзо (фр. Sarzeau), — 17 листопада 1747, Булонь-сюр-Мер) (фр. Boulogne-sur-Mer), — французький романіст і автор драм.

## Біографія
Ален Рене Лесаж народився в Сарзо у Нижній Бретані у сім'ї королівського нотаріуса Клода Лесажа, (фр. Claude Lesage). У чотирнадцятирічному віці він став сиротою і опікуни віддали його на навчання до єзуїтів у місті Ванне (фр. Vannes). 1692 року, коли йому виповнилося 18 років, він переїхав до Парижа, де вивчав філософію та право. Пізніше деякий час займався адвокатурою.

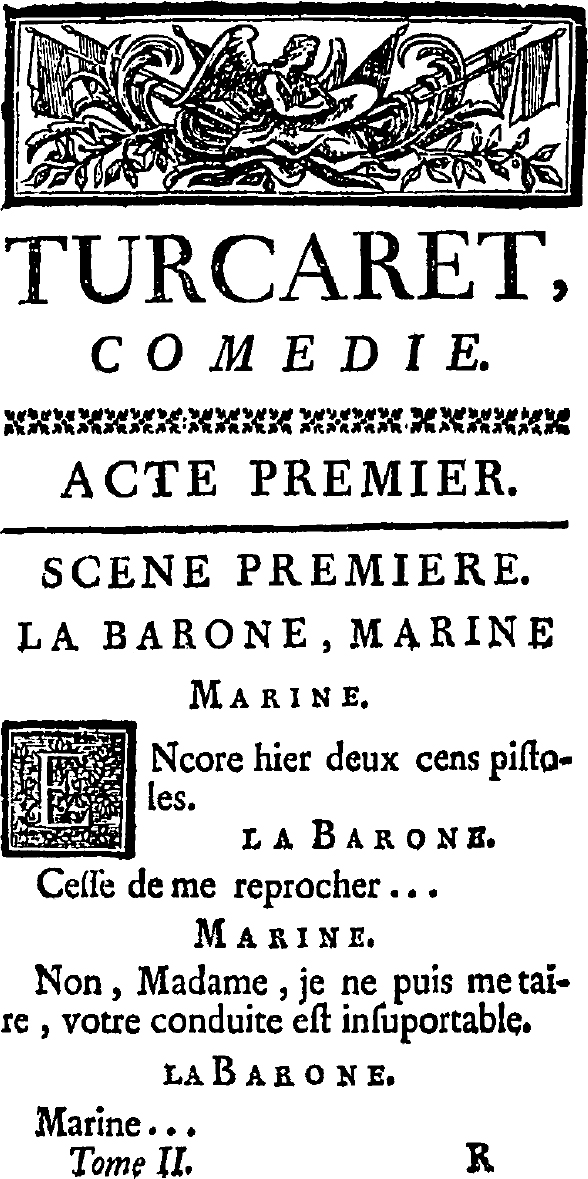
Фронтиспіс комедії «Тюркаре». 1709

Літературну кар'єру розпочав з перекладання книжок іспанських авторів Франціско Зорілля (ісп. Francisco de Rojas Zorrilla), Педро Кальдерона (ісп. Pedro Calderón de la Barca) та Лопе де Вега (ісп. Lope de Vega).
Свою першу оригінальну одноактну комедію «Кріспен, суперник свого господаря» (Crispin, rival de son maître) Лесаж написав у 1707 році. П'єса була вільним переспівом іспанської п'єси Дієго Уртадо де Мендоси, у якій Лесаж використав традиційний театральний образ спритного та розумного слуги, що краде і бреше, щоби самому «вибитися в люди». П'єса була поставлена у паризькому театрі «Комеді Франсез».
Найвизначнішою драмою Лесажа є сатирична комедія «Тюркаре» (Turcaret, 1709).
До найвідоміших творів Алена Лесажа можна віднести сатиричний крутійський роман «Кульгавий біс» (фр. Le Diable boiteux), (1707, укр. переклад Ірини Сидоренко) та багатотомний роман «Історія Жіль Бласа із Сантільяни», (фр. Histoire de Gil Blas), (1715—1735, укр. переклад за ред. В. Державина), — політична сатира на панівні кола тодішньої Франції. У 1709 створив комедію на п'ять дій «Тюркаре» (фр. Turcaret), яка була сатирою на французьких фінансистів.

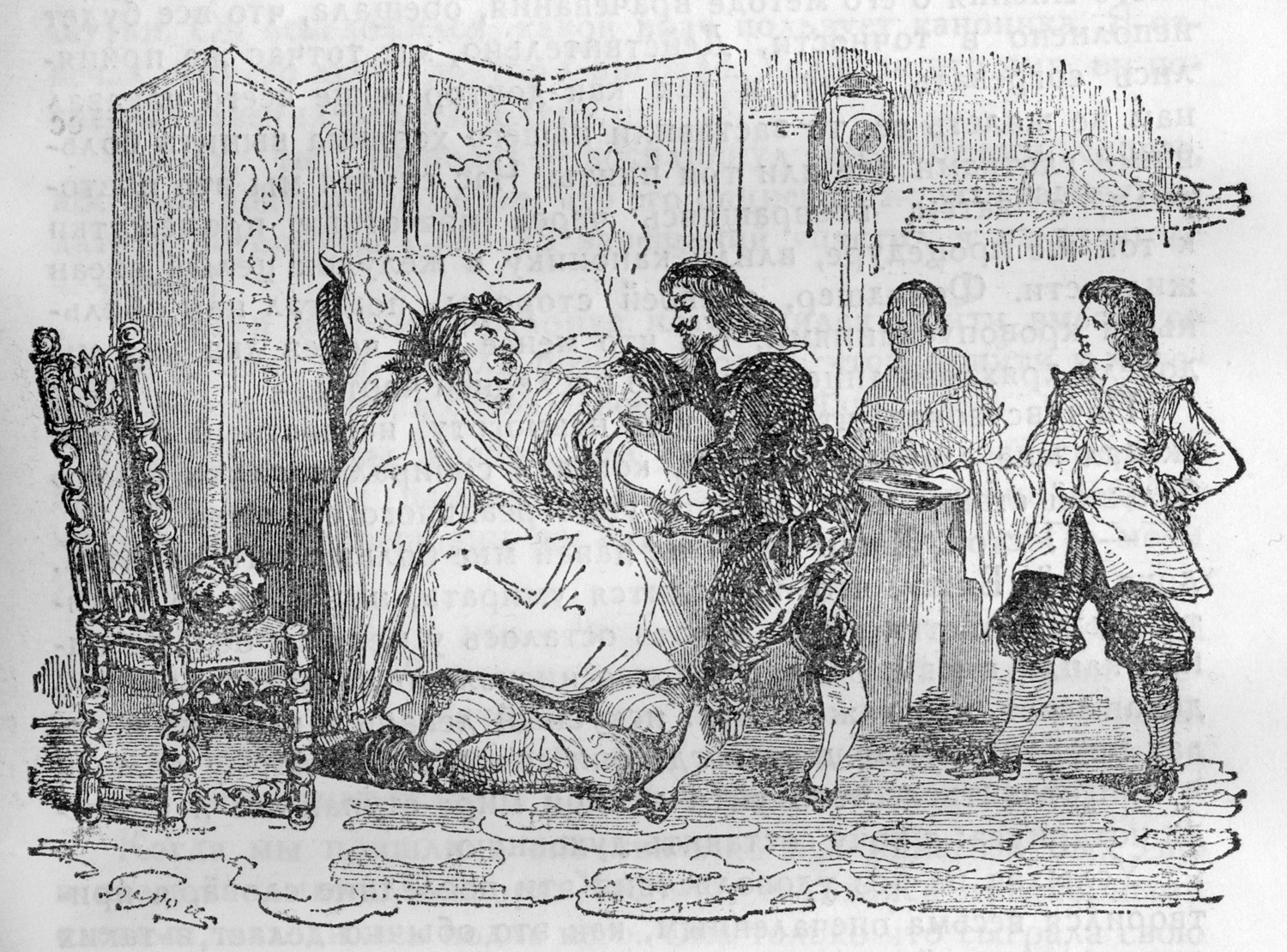
Процес «лікування» літнього каноніка, хазяїна Жіля Бласа, шарлатаном Санградо, який закінчився для пацієнта досить сумно.

## Романи
- Кульгавий біс, (фр. Le Diable boiteux), (1707)
- Жіль Блаз, (фр. Gil Blas), книги I—VI, (1715)
- Історія Жіля Блаза із Сантільяни, (фр. Histoire de Gil Blas de Santillane), книги VII—IX, (1724)
- Історія Жіля Блаза із Сантільяни,, книги X—XII, (1735)
- Історія Жіля Блаза із Сантільяни, (1747)
- Пригоди Робера Шевальє, прозваного Бошеном, капітаном флібустьєрів у Новій Франції, (фр. Les Aventures de Monsieur Robert Chevalier, dit de Beauchêne, capitaine de flibustiers dans la Nouvelle-France), (1732)
- Бакалавр із Саламанки, (фр. Le Bachelier de Salamanque), (1736)

## Драматичні твори
- Кріспен суперник свого хазяїна, (фр. Crispin rival de son maître), (1707)
- Подарунки, (фр. Les Étrennes), (1708)
- Тюркет, (фр. Turcaret), (1709)
- Арлекін — барон німецький, (фр. Arlequin baron allemand) (1712)
- Перевернений світ, (фр. Le Monde renversé), (1718)
- Прочани Мекки, (фр. Les Pèlerins de la Mecque), (1726)
- Ревниві коханці, (фр. Les Amants jaloux), (1735)